# Boschniakia
Boschniakia é um género botânico pertencente à família Orobanchaceae. Também conhecidas como Cone da Terra.

## Espécies
| - Boschniakia glabra - Boschniakia handelii - Boschniakia himalaica - Boschniakia hookeri - Boschniakia kawakamii | - Boschniakia roasica - Boschniakia rossica - Boschniakia strobilacea - Boschniakia tuberosa |